# Olympische Sommerspiele 2004/Teilnehmer (Irak)
| Gelbes Symbol für Goldmedaillen mit stilisierten Olympischen Ringen | Graues Symbol für Silbermedaillen mit stilisierten Olympischen Ringen | Braundes Symbol für Bronzemedaillen mit stilisierten Olympischen Ringen |
| ------------------------------------------------------------------- | --------------------------------------------------------------------- | ----------------------------------------------------------------------- |
| —                                                                   | —                                                                     | —                                                                       |

Irakische Teilnehmer an den Olympischen Sommerspielen 2004 in Athen. 
Im Februar 2004 erteilte der IOC dem Irak die Erlaubnis, erstmals seit 1994 wieder an einer Olympiade teilzunehmen. Insgesamt wurden 29 irakische Athleten angemeldet. Die 100-Meter-Läuferin Alaa Hikmet war die einzige Frau, die für ihr Land startete. Der letzte Medaillenerfolg des Irak lag zu diesem Zeitpunkt 44 Jahre zurück. 1960 in Rom holte der Gewichtheber Abdul Wahid Aziz Bronze im Leichtgewicht.

## Teilnehmer nach Sportarten

### Boxen
- Najah Salman Ali

### Gewichtheben
- Mohammed Ali Abdel Moneim

### Fußball
- Abdul Wahab Abu Al Hail
- Ahmed Mahajid
- Ahmed Salah
- Bassim Abbas
- Emad Mohammed
- Haidar Abdul Amir
- Haidar Abdul-Razzaq
- Haidar Jabar
- Hawar Mulla Mohammed
- Mahdi Karim
- Naschat Akram
- Nur Sabri
- Qusai Munir
- Razzaq Farhan
- Saad Attiya
- Salih Sadir
- Uday Talib
- Yunis Mahmud

### Judo
- Hadir Lazame

### Leichtathletik
Frauen
- Alaa Hikmat

Männer
- Alaa Motar

### Schwimmen
- Mohammed Abbas

### Taekwondo
- Raad Abbas Rahseed